# Zimní plavání

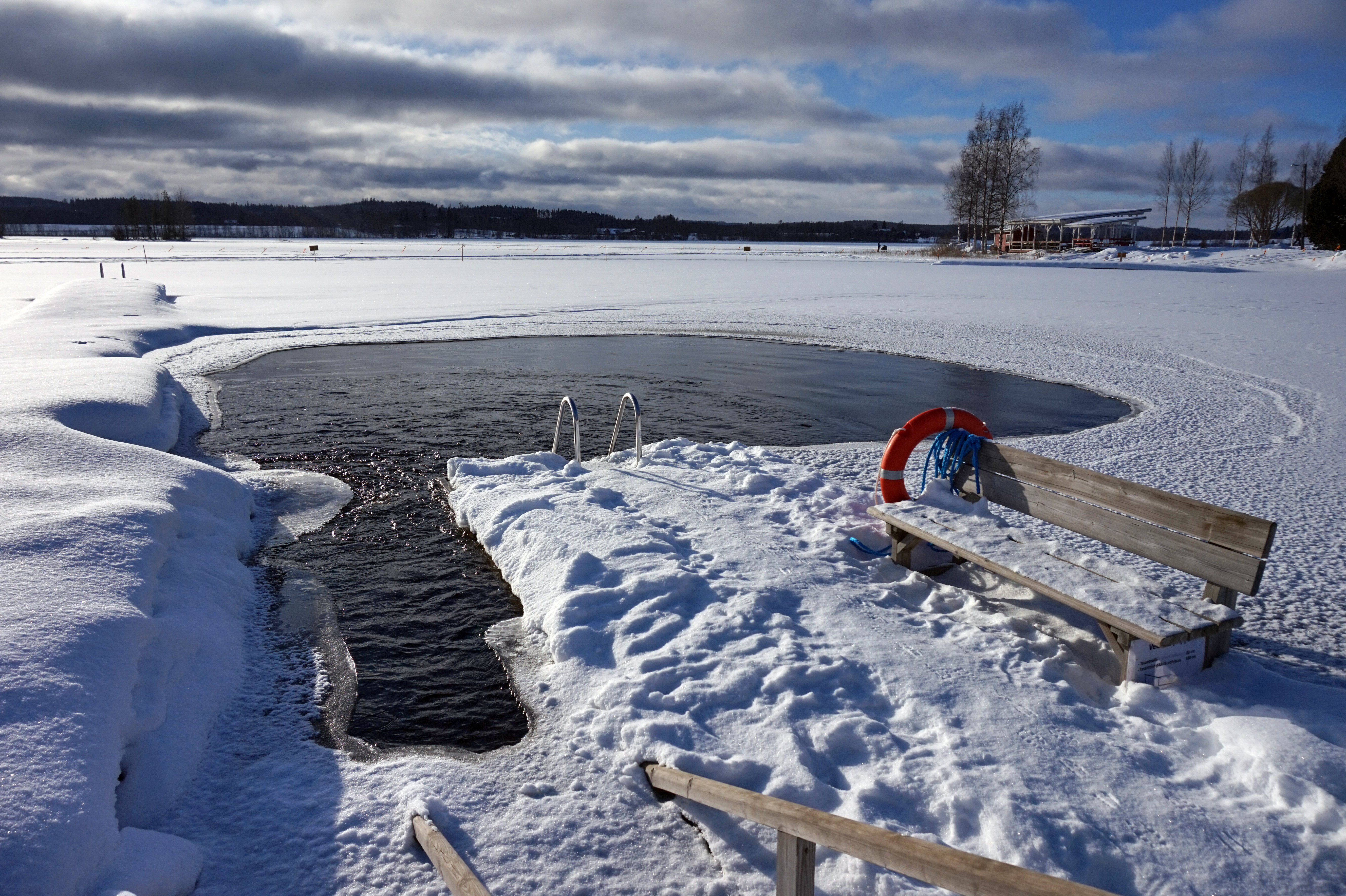

Zimní plavání je v České republice jednou ze sekcí Českého svazu plaveckých sportů a jako sportovní disciplína má na rozdíl od většiny jiných zemí svá pravidla a soutěžní řád. Soutěže se konají v přírodním vodním prostředí. Skoro každý týden od října do začátku dubna se plavou soutěže Českého poháru v zimním plavání na různých místech republiky. Dvakrát ročně se koná Mistrovství republiky v zimním plavání (volným plaveckým způsobem, a prsařské). Zahájení sezóny (Memoriál T. K. Divíška) se koná od roku 1949 v Punkevních jeskyních první říjnovou neděli. Velmi známou akcí je tradiční Memoriál Alfreda Nikodéma pořádaný od roku 1946 v Praze mezi Střeleckým a Slovanským ostrovem (u Národního divadla) vždy 26. prosince.
Alfred Nikodém poprvé veřejně plaval ve Vltavě o Vánocích 1923. Záhy našel desítky následovníků. K velkému rozvoji tohoto sportovního odvětví v Československu došlo v sedmdesátých letech dvacátého století, v souvislosti se sportovními úspěchy Františka Venclovského a Jana Nováka na kanálu La Manche. V té době byly po celé republice hromadně zakládány oddíly sportovního otužování (starší název pro zimní plavání) a vznikly dodnes pořádané otužilecké soutěže v Hradci Králové (Otužilecké Labe), Náchodě (Memoriál J. Řebíčka), Chocni (Zámecký okruh a Napříč Chocní), v Plzni (Slavnost slunovratu) a v Brně (Memoriál Antonína Nolla).
Věkové kategorie v českém zimním plavání jsou definovány následovně: dorostenecké (15–17 let), muži a ženy (18–39 roků), a kategorie masters odstupňované po deseti letech (A: 40–49, B: 50–59, C: 60–69 a D: nad 70 let). Od sezóny 2013/2014 jsou odděleně hodnoceny mužské a ženské výkony. Kategorie žactva (do 14 let) se soutěží nezúčastňuje. Řada plavců je v seniorském věku, nejstarším z nich byl Ladislav Nicek, který se aktivně účastnil soutěží až do své smrti v 97 letech. Časový limit pobytu ve vodě do 8 stupňů Celsia je 22 minut, při vyšší teplotě 30 minut. Časové limity pro dorostence jsou poloviční. Závodí se zpravidla na tratích 100, 250, 500, 750 a 1000 metrů. Na některých soutěžích bývá měřen čas a hodnoceno pořadí plavců pouze na delších tratích, několik akcí Českého poháru v zimním plavání je zcela nesoutěžních.
Celosvětově začíná být zimní plavání organizováno až od roku 2000. V tomto roce se konalo první Mistrovství světa v zimním plavání. Čeští plavci se poprvé zúčastnili 9. Mistrovství světa v Rovaniemi v roce 2014. Prokázali, že v této sportovní disciplíně patří Česko ke světové špičce.